# Gymnobothroides keniensis
Gymnobothroides keniensis är en insektsart som beskrevs av Johnston, H.B. 1937. Gymnobothroides keniensis ingår i släktet Gymnobothroides och familjen gräshoppor. Inga underarter finns listade i Catalogue of Life.